# Mogalakwena
Mogalakwena – gmina w Republice Południowej Afryki, w prowincji Limpopo, w dystrykcie Waterberg. Siedzibą administracyjną gminy jest Mokopane.